# Kyiv Boryspil Express
Kyiv Boryspil Express — спеціалізований залізничний експрес-поїзд національно-міжнародного значення для забезпечення цілодобового швидкісного пасажирського сполучення між залізничною станцією Київ-Пасажирський та міжнародним аеропортом «Бориспіль».
Із центрального вокзалу Києва до аеропорту поїзд доїжджає за 35—45 хвилин з проміжними зупинками на зупинному пункті Видубичі та станції Дарниця. Частота руху експресів Київ — Міжнародний аеропорт «Бориспіль» становить приблизно 24 пари на добу (1 пара на годину). Вартість поїздки становить 100 ₴ (з 10 грудня 2021 року).

## Назва
Колишня робоча назва попереднього проєкту — «Повітряний експрес».
У листопаді 2018 року було відкрито голосування за назву експреса. Менеджментом «Укрзалізниці» відібрано 8 варіантів, які були виставлені на публічне голосування до 11 листопада включно: «UZ Air», «Kyiv Boryspil Express», «UZ Express», «Січ», «Sky Express», «Чумак», «Аерошатл», «Либідь».
12 листопада 2018 року, внаслідок конкурсу, перемогла назва Kyiv Boryspil Express.

## Історія

### «Повітряний експрес»
За часів президентства Віктора Януковича реалізацією проєкту займалося Державне агентство з інвестицій та управління національними проєктами України.
Спершу Дирекція з будівництва і управління національного проєкту «Повітряний експрес» та інших інфраструктурних об'єктів Київського регіону відібрала Китайську національну корпорацію машинної індустрії та генеральних підрядів для розробки проєктно-кошторисної документації і будівельних робіт. Акцепт договору за процедурою закупівлі в одного учасника відбувся 17 квітня 2013 року. Його вартість становила $ 373 313 000 (без ПДВ). Термін проведення робіт — 28 місяців. Фінансування забезпечував Ексімбанк Китаю. Міжнародна консалтингова компанія PricewaterhouseCoopers мала розробити бізнес-план реалізації національного проєкту «Повітряний експрес». Втім, тоді на ці гроші роботи не було розпочато, хоча відсотки за кредитом Україна сплачує й досі.
Проєктом передбачалося прокладання нової залізничної гілки від наявної залізничної магістральної лінії Київ — Харків до аеропорту «Бориспіль», будівництво залізничного комплексу безпосередньо перед пасажирськими терміналами аеропорту, об'єднаного авіаційно-залізничного термінального комплексу на станції Київ-Пасажирський та організація прямого залізничного сполучення між ними.
Мета проєкту полягала у зменшенні інтенсивності руху автомобільного транспорту за цим напрямком, скороченні часу авіапасажирів у дорозі та покращенні привабливості аеропорту «Бориспіль» серед національних і міжнародних пасажирів. Найважливішою метою є надійне забезпечення перевезення авіапасажирів у негоду, особливо під час ожеледиці та завірюхи, а також повне уникнення дорожніх заторів, зокрема на київських мостах через Дніпро.
Впродовж 2014—2017 років реалізація проєкту була припинена через відсутність коштів.

### «Kyiv Boryspil Express»

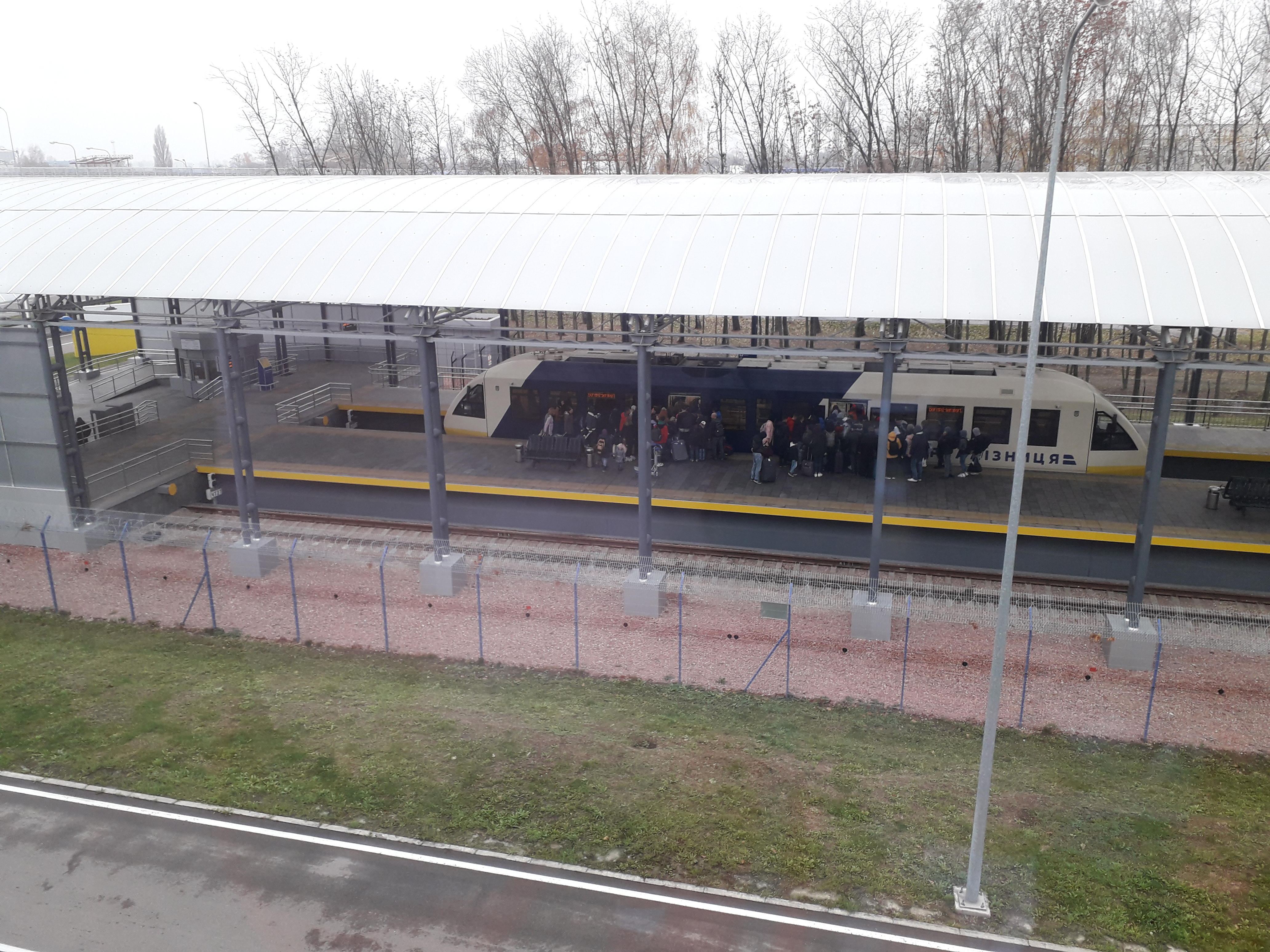
Kyiv Boryspil Express на станції поруч із терміналом D

16 лютого 2018 року кошти на реалізацію проєкту виділив Кабінет Міністрів України, роботи були розпочаті у травні. За заявою прем'єр-міністра Володимира Гройсмана, будівництво залізниці та запуск експреса з залізничного вокзалу Києва до аеропорту «Бориспіль» обійшлися в 580 млн ₴.
У жовтні 2018 року «Укрзалізниця» проводила обговорення з аеропортом щодо необхідності нічного курсування поїздів — у робочому порядку тривало обговорення необхідності таких рейсів з урахуванням малої кількості нічних рейсів з аеропорту.
Наприкінці листопада 2018 року здійснено всі необхідні інфраструктурні заходи для діяльності експреса: здійснено реконструкцію платформи на колії № 14 Центрального вокзалу Києва та побудовано нову залізничну станцію Бориспіль-Аеропорт поблизу терміналу «D» аеропорту «Бориспіль»; споруджено дві високі прямі платформи бічного та острівного типу з антиопадовим накриттям; обладнані пандуси для інвалідних та багажних візків. Термінальні комплекси аеропорту забезпечують можливість пасажирам скористатися вичерпним комплексом послуг, включно з відпочинком у залах очікування, отриманням повноцінної інформації для пасажирів тощо.
30 листопада 2018 року дизайнери-волонтери з організації «Агенти змін» презентували оновлену схему київського метрополітену, до якої додали маршрут поїзда «Kyiv Boryspil Express».
Невдовзі після відкриття було оголошено про облаштування зупинки Видубичі та її інтеграції з метрополітеном. «Укрзалізниця» поширювала новини щодо необхідності будівництва там нової платформи, однак 620М спершу їздили повз наявну платформу. Наприкінці травня 2019 року на платформі розпочаті будівельні роботи, у рамках яких було заплановано завершити облаштування зупинки наприкінці 2019 року, на початку березня 2020 року повідомлялося про затримки відкриття платформи та перенесення терміну відкриття. У червні 2020 року «Укрзалізниця» завершила реконструкцію залізничної станції Видубичі. Нова платформа об'єднує в єдиний логістичний ланцюг залізницю, авто- і авіатранспорт, а також метро. На цій станції, крім Kyiv Boryspil Express, будуть також зупинятися поїзди InterCity.

### Тестові рейси
25 жовтня 2018 року, за участі Прем'єр-міністра України Володимира Гройсмана, відбувся перший тестовий рейс експреса, який курсує між станціями Київ-Пасажирський і аеропортом «Бориспіль».
7 листопада 2018 року «Укрзалізниця» провела випробування рейкових автобусів Pesa 620М, які курсують до аеропорту Бориспіль за максимального пасажирського завантаження. Роль пасажирів виконували самі залізничники, поїзд стартував від центрального залізничного вокзалу Києва Київ-Пасажирський. 122 залізничники, які брали участь у тестуванні, дісталися до термінала «D» міжнародного аеропорту «Бориспіль» за 27 хвилин. Потяг рухався без зупинки на станції Дарниця за максимальної швидкості — 119 км/год. На зворотному шляху рейковий автобус розвинув максимальну швидкість 121 км/год. Випробування були визнані успішними.

## Експлуатація

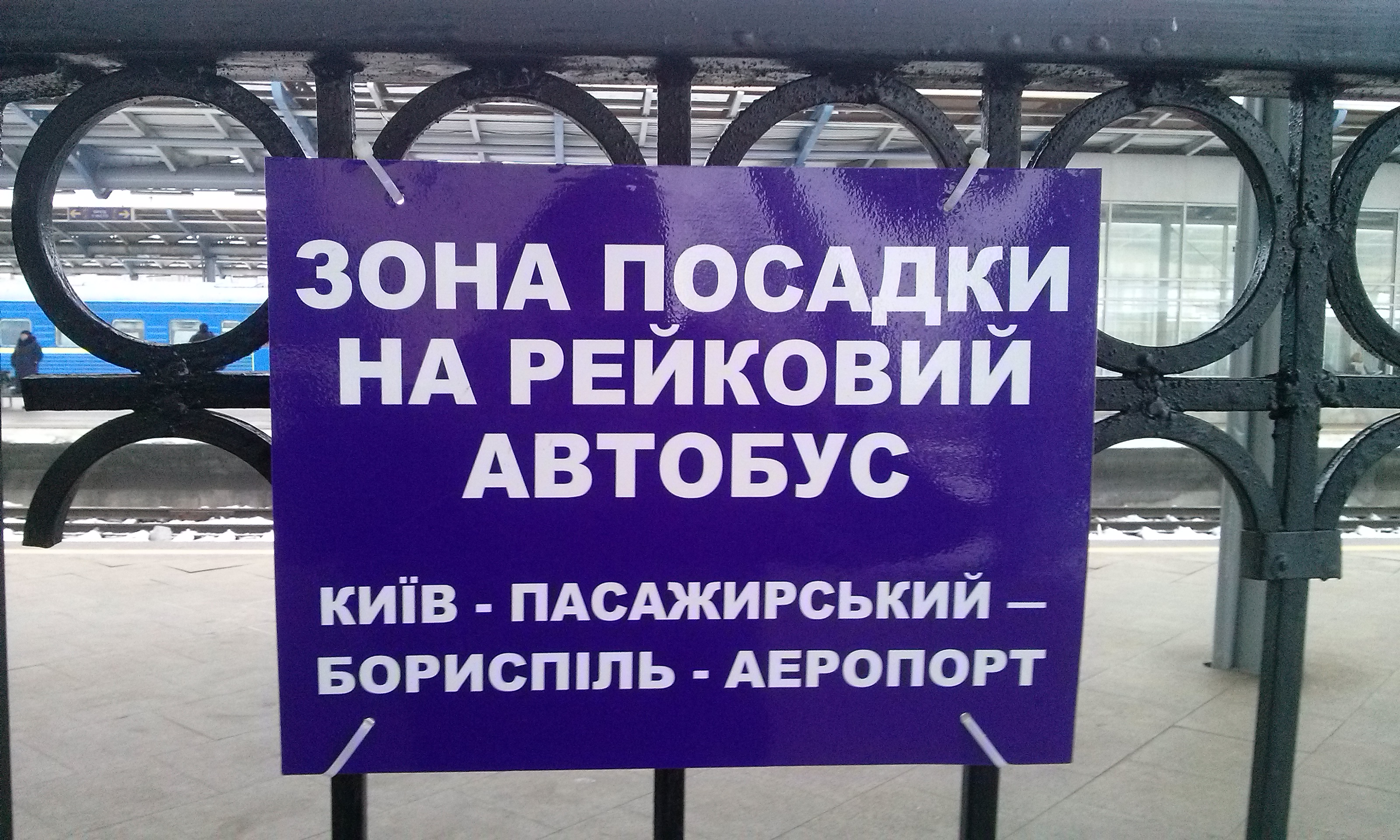
Покажчик на пероні

30 листопада 2018 року відбулося офіційне відкриття руху експреса за участі Президента та Прем'єр-міністра України, коли перший пасажирський рейс № 836 о 14:00 відбув з Центрального вокзалу Києва. У перші дні залізничний маршрут обслуговували 5 рейкових автобусів: на лінії працювали 4 дизельні рейкові автобуси Pesa 620М і ще один був у резерві.
5 грудня 2018 року «Укрзалізниця» відкоригувала розклад руху експреса до аеропорту «Бориспіль» відповідно до попиту. Максимальний пасажиропотік на маршруті було зафіксовано у період з 07:00 до 09:00 та з 17:00 до 19:00. Наразі на маршруті курсує 27 пар поїздів.
Попри запевнення керівників «Укрзалізниці» в надійності залізничного сполучення з аеропортом, уже на другий день експлуатації, 1 грудня 2018 року, рейсовий поїзд зламався у дорозі, через що пасажири спізнилися на свої авіарейси. Протягом наступного тижня інциденти з поїздом траплялися ще двічі — 4 грудня, після чого «Укрзалізниця» зменшила кількість рейсів, та 7 грудня 2018 року, коли рейкобус не зміг виїхати з Києва, і його довелося буксирувати за допомоги локомотива.
29 грудня 2018 року, через збій у роботі системи управління дизель-потяга, сталося відхилення від графіка руху двох експресів. Технічна зупинка одного з експресів зафіксована о 08:00 ранку на станції Дарниця. Його було доправлено до станції Бориспіль-Аеропорт експресом, що слідував наступним. Внаслідок цього один з експресів затримався на 48 хвилин, а інший на 19 хвилин. Жоден пасажир не запізнився на авіарейс.
Станом на 29 грудня 2018 року «Kyiv Boryspil Express» здійснив понад 1,5 тис. рейсів та перевіз більше 50 тис. пасажирів.
26 січня 2019 року «Kyiv Boryspil Express» подолав 100-тисячний рубіж менш ніж за два місяці. У середньому за добу поїзди здійснюють перевезення близько 2 тисяч пасажирів в аеропорт «Бориспіль» та зворотному напрямку. Експрес працює в цілодобовому режимі і виконує 27 рейсів на добу.
На випадок поламання «Kyiv Boryspil Express» передбачені заходи, за допомоги яких пасажирів доставлять в аеропорт вчасно. Крім того, між Південно-Західною залізницею з аеропортом є договір, за яким пасажири, які спізнюються на рейс, будуть проходити спрощену процедуру реєстрації на літак.
Вранці 5 квітня 2019 року «Kyiv Boryspil Express» знову став причиною запізнення пасажирів в аеропорт через ламання. Приїхав інший поїзд — у нього не відкрилися двері.

«Kyiv Boryspil Express» на станції Київ-Пасажирський
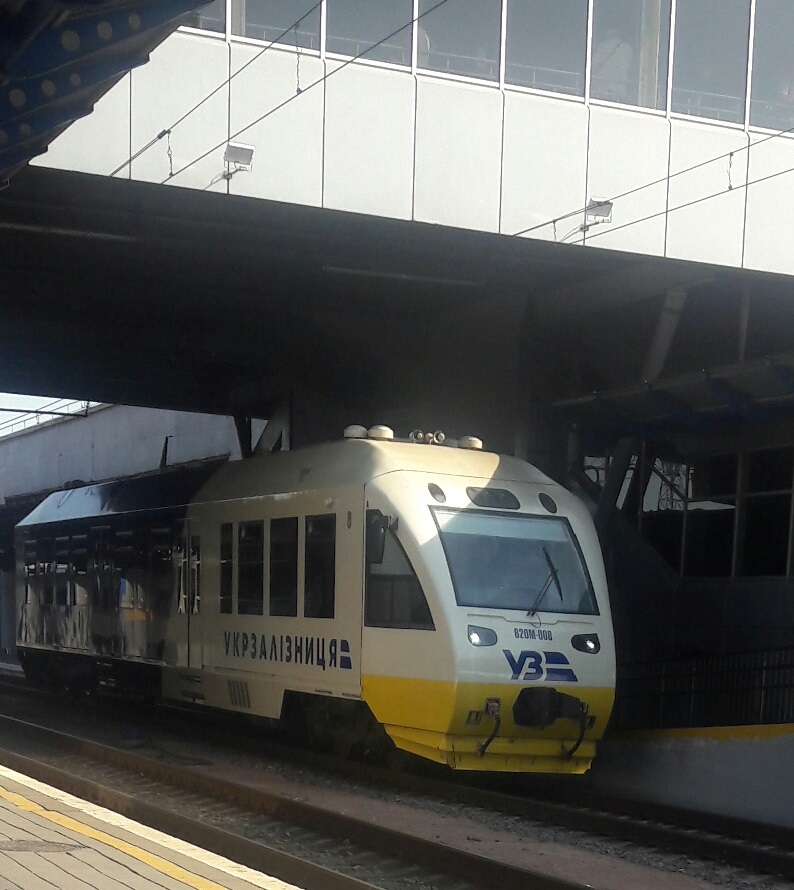
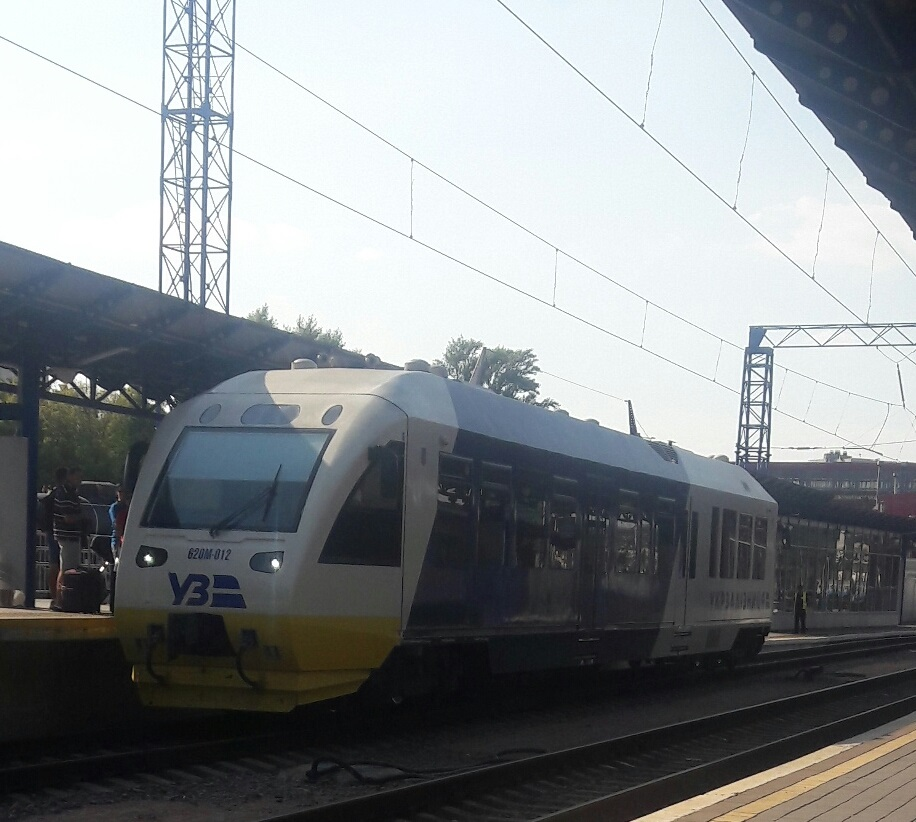

2019 року заплановано оновити рухомий склад експреса і придбати три дизель-поїзди. Перший тривагонний поїзд ДПКр-3-001 українського виробництва (Крюківського вагонобудівного заводу) вийшов на маршрут 27 грудня 2019 року.
7 січня 2020 року близько 13:30 поблизу станції Київ-Деміївський поїзд ДПКр-3-001, що здійснював рейс за маршрутом Київ-Пасажирський — Бориспіль-Аеропорт здійснив вимушену зупинку. Залізничники доклали максимум зусиль, щоб пасажири не запізнилися на літаки. Їх було пересаджено в інший рухомий склад та доправлено до аеропорту. Працівники служби супроводу та відділу сервісного обслуговування ПАТ «КВБЗ» спільно зі спеціалістами Української залізничної швидкісної компанії оперативно з'ясували причину цієї відмови та усунули її.
З 17 березня 2020 року курсування рейсів за маршрутом Київ-Пасажирський — Бориспіль-Аеропорт тимчасово призупинено у зв'язку з падінням пасажиропотоку та забороною Кабміну на регулярні авіа- та залізничні пасажирські перевезення.
З 15 червня 2020 року поновлено курсування рейсів експреса за зміненим маршрутом — окрім проміжної зупинки на станції Дарниця експрес також зупиняється на оновленій платформі зупинного пункту Видубичі.

## Рекорди
- 22 квітня 2019 року послугами експреса скористались рекордні 2504 пасажири[39].
- 27 грудня 2019 року перевезено мільйонного пасажира «Kyiv Boryspil Express»[40].

## Плани
У найближчих планах підвищити місткість поїздів на цьому маршруті, адже Pesa 620М не долають такі навантаження. За неофіційними даними, було заплановано використання поїзда радянського виробництва ДР1А-253, який перебуває в оренді Львівською залізницею. Обговорюється можливість застосування РА2-005 та дизель-потягів виробництва Крюківського вагонобудівного заводу (КВБЗ). Згідно з розрахунками Укрзалізниці, за вартості квитка 80 ₴ (2019) вважається, що проєкт окупиться впродовж 10 років, але не виключається підвищення вартості проїзду залежно від попиту на послугу, а також від факторів, що негативно впливають на її собівартість. Надалі планується використання дизель-потягів ДПКр-3.

## Скандали
- Часті ламання поїздів протягом перших тижнів експлуатації спонукали до журналістських розслідувань щодо будівництва та запуску Бориспільського експреса. Керівник проєкту «Залізниця без корупції» В. Доценко відзначає участь фірм, які раніше не мали жодного досвіду у сфері транспорту, зокрема ТОВ «Рілейд», ТОВ «Петро Сервіс», ТОВ «Віртуальні технології і системи», а також відзначає, що чинний на момент запуску проєкту керівник Південно-Західної залізниці, Роман Веприцький, не має відповідної фахової освіти та досвіду роботи на залізничному транспорті[43][44].
- Незаконне привласнення на загальну суму 20,44 млн ₴ службовими особами «Укрзалізниці» під час будівництва залізничної гілки для Kyiv Boryspil Express стало приводом до розслідування Національною поліцією України[45].

- У травні 2022 року НАБУ почало розслідування щодо функціонування системи продажу е-квитків на «Бориспільський експрес» посадовцями «Укрзалізниці», які ініціювали закупівлю нового програмного забезпечення. Слідство дістало докази того, що документи та висновки підроблені, аби уникнути проведення відкритих торгів, й організували закупівлю за переговорною процедурою.

Висновком експертизи встановлено, що надане «Укрзалізниці» програмне забезпечення дублювало функціональні можливості наявного електронного сервісу booking.uz.gov.ua, що не створювало додаткової вартості для державної компанії. І хоча розробник зазначеного сервісу запропонував «Укрзалізниці» реалізувати електронний продаж на «Бориспільський експрес» безкоштовно, додавши відповідну опцію до вже запровадженого і робочого сервісу з продажу е-квитків на пасажирські поїзди, «Укрзалізниця» обрала варіант придбання цієї опції за 10,4 млн гривень у іншої компанії, пов'язаної з колишніми посадовцями держкомпанії «Укрзалізниці».